# Amore e patria
Amore e patria è un cortometraggio muto italiano del 1909 diretto da Luigi Maggi.